# Brekka
Brekka (Brekkuþorp, zwana też Mjóifjörður) – osada we wschodniej części Islandii, nad fiordem Mjóifjörður. Powstała na początku XX wieku jako osada wielorybników. Do 2005 roku wchodziła w skład gminy Mjóafjarðarhreppur, która włączona została wówczas do gminy Fjarðabyggð. W momencie rozwiązania gminy zamieszkiwało ją (wieś i okolice) 38 osób. Do osady dociera droga nr 953, dochodząca do drogi nr 92 na południe od Egilsstaðir. W Brekka znaleźć można podstawowe usługi: kościół, szkołę, pocztę, kawiarnię i sklep turystyczny.